# Wafangdian
Wafangdian är en stad på häradsnivå under Dalians subprovinsiella stad i Liaoning-provinsen i nordöstra Kina.
Den är en av de "nordliga städerna" på Dalian-halvön och ligger  omkring 270 kilometer sydväst om provinshuvudstaden Shenyang.
Staden är känd för sin kullagerindustri. Wafangdians kullagertillverkning är den största i Asien och första fabrikerna började byggas av japanerna under andra världskriget.
2011 hade staden en registrerad folkmängd (dvs de med hukou registrering) på 942 845.

## Ekonomi
Cirka 50% av stadens invånare arbetar inom någon av stadens cirka 400 kullagerföretag, inklusive Kinas första och största kullagerfabrik, ZWZ som etablerades 1938. Wafangdian producerar även frukt, och fiskar i Bohai. Staden är även noterad för sin diamantindustri med många rika gruvor i området. 2011 hittades en ny diamantgruva som beräknas ha runt en miljon carat. gruvan är den största som hittats i provinsen de senaste 30 åren.